# Donald Djoussé
Donald Dering Djousse (sinh ngày 18 tháng 3 năm 1990 ở Douala) là một cầu thủ bóng đá người Cameroon hiện tại thi đấu cho Académica de Coimbra theo dạng cho mượn từ C.S. Marítimo.

## Sự nghiệp

### Câu lạc bộ
Anh từng ghi 9 bàn cho Tbilisi; 7 trong số đó ghi từ cú xe đạp chổng ngược, một kĩ năng mà anh là chuyên gia. Anh ghi 2 bàn thắng trong thắng lợi 7–1 trên sân nhà trước FC Samtredia vào ngày 11 tháng 3 năm 2011.
Vào tháng 7 năm 2011, anh gia nhập câu lạc bộ Ba Lan Pogoń Szczecin với hợp đồng 3 năm.
Ngày 18 tháng 7 năm 2017, Djousse gia nhập Académica theo dạng cho mượn dài hạn.

## Đời sống cá nhân
Djousse là công dân Cameroon. Bố mẹ anh đều sinh ra ở Cameroon và ông ngoại anh cũng sinh ra ở Cameroon.